# محافظة المهد
محافظة المهد وتُعرف أيضًا باسم محافظة مهد الذهب،هي إحدى محافظات منطقة المدينة المنورة، في المملكة العربية السعودية.

## لمحة عامة
- تعتبر المهد أكبر محافظات المدينة المنورة مساحة حيث تبلغ مساحتها الكلية (25.2) ألف كم.
- بلغ عدد سكان المحافظة (48,590) نسمة حسب تعداد السعودية 2022.[4]
- وتتبع المهد أكثر من 154 قرية وهجره من أشهرها: السويرقية، صفينة، ثرب، رشيدة، بيضان، الصعبيه، الرقابية، العمق، المندسة،الركنة، الجريسيه، القويعيه، المويهية، الجميماء، المزاحمية، الصلحانية، السالمية، الجياسر ، البديع ، بدايع مشرفة، هجرة نبيع، أم الرجوم، النبيعية وغيرها يتقاطع بالقرب من المهد مدار السرطان مع درب زبيده المعروف تاريخيا وهو يبدأ من العراق وينتهي في مكة المكرمة.

## لمحة تاريخية
أثبتت النظائر المشعة لمخلفات التعدين في محافظة مهد الذهب أنها تعود لــ 961 قبل الميلاد، وقد أعيد نشاط التعدين فيها في العهد العباسي
أما البعثة العثمانية فقد أقر خبراؤها بوجود الذهب لكن تركو مهمة التعدين لأنهم وصفوها بالمستحيلة في ظل انعدام المياه في هذه المنطقة
وكانت بداية تأسيس محافظة مهد الذهب، هو تجمع بعض أفراد القبائل في الجهة الشمالية لمنجم الذهب، حيث كانوا يعملون باليومية في المنجم، وكانت أجرتهم عبارة عن بعض المواد الغذائية كالسكر والشاي وخلافة بالإضافة إلى الأجرة النقدية، وكان ذلك بحد ذاته عامل جذب إذ أن المنطقة لا توجد بها مقومات الحياة الاستيطانية كالآبار العذبة أو العيون الجارية، وكونت تلك التجمعات ما يعرف بالمهد القديم قبل الانتقال للجهة الشرقية من المنجم، حيث تم توزيع الأراضي وتقسيم المخططات وكان ذلك متزامناً مع نهوض شامل في جميع مدن ومحافظات المملكة وطفرة في السكان والمال، أما بالنسبة للمهد القديم فهو الآن عبارة عن أطلال من الصفيح والأخشاب.

## الاقتصاد
- بها منجم مهد الذهب الذي في العصور القديمة بمعدن سليم وقد استغل هذا المنجم أيضا في العهد السعودي في عهد الملك عبد العزيز وقد افتتح المنجم بشكله الحالي في عهد الملك فهد بن عبد العزيز. وكان ذلك في يوم السبت من تاريخ 17 رجب من عام 1403هـ وقد تحدث الملك فهد عن المشروع قائلاً:"إن نظرتي لمشروع منجم مهد الذهب نظرة أي شخص يأمل الخير لوطنه وما فيه شك أني سمعت ما قاله وزير البترول والثروة المعدنية الآن وفي عدة مناسبات وهذا نوع من المعادن التي أمكن اكتشافها .. الثروة المعدنية هي أساس الصناعة العالمية وحاجات العالم مهما كان الاستغناء عنها يجب أن يكون هناك البديل لها.[5]
- يقع منجم مهد الذهب على بعد 400كم شمال شرق جدة بحوالي 150 كم شرق المدينة المنورة، وقد تم اكتشاف مكمن جديد لخام الذهب بالقرب من المنجم القديم في سنة 1393هـ، وعلى بعد حوالي 700م جنوب المنجم السابق، وقد قامت شركة جولد فيلد مهد الذهب والتي قد حصلت على رخصة كشف في سنة 1396هـ بعمليات الحفر ودراسات للمنطقة، وفي سنة 1398هـ قامت الشركة بالتعاون مع بترومين بإنشاء نفق لتحديد كمية الخام واستكشاف المنجم بالمنيا، ويحتوي المنجم على نسبة عالية من الذهب والفضة، وأن كمية الخام ستفوق المليون طن مع تعديل بسيط في كمية الذهب في الطن.[6]
- وفي عهد الملك عبد الله بن عبد العزيز أفتتح في محافظة مهد الذهب أكبر منجم نحاس في الشرق الأوسط ويقدر مخزون النحاس المكتشف حتى الآن بسبعة ملايين طن نحاس قابلة للزيادة وتدرس شركات سعودية الجدوى الاقتصادية في منطقة أم الدمار التعدينية في محافظة مهدالذهب بعد أن اكتشف الجيويلوجيون مخزوناتٍ من الذهب ويتوقع أن يضاف منجم أم الدمار إلى المشاريع التعدينية في محافظة مهد الذهب كما أن أكثر من نصف مبيعات السعودية من البترول تمر بهذه المحافظة متمثلة في خط أنبوب النفط الذي يقطع هذه المحافظة من الشرق إلى لغرب بمسافه تزيد عن 200 كم ويمر بقرى ثرب والمندسة والضميرية وحزرة، ومصدر هذه الأنابيب مضخات النفط في مدينة بقيق ووجهتها إلى ميناء ينبع المطل على البحر الأحمر.

## وصلات خارجية
- مختصر تاريخي عن مهد الذهب وأمرائه منذ تأسيس البلاد.
- مهد الذهب.. محافظة من ذهب.